# Charles-Frédéric Kreubé

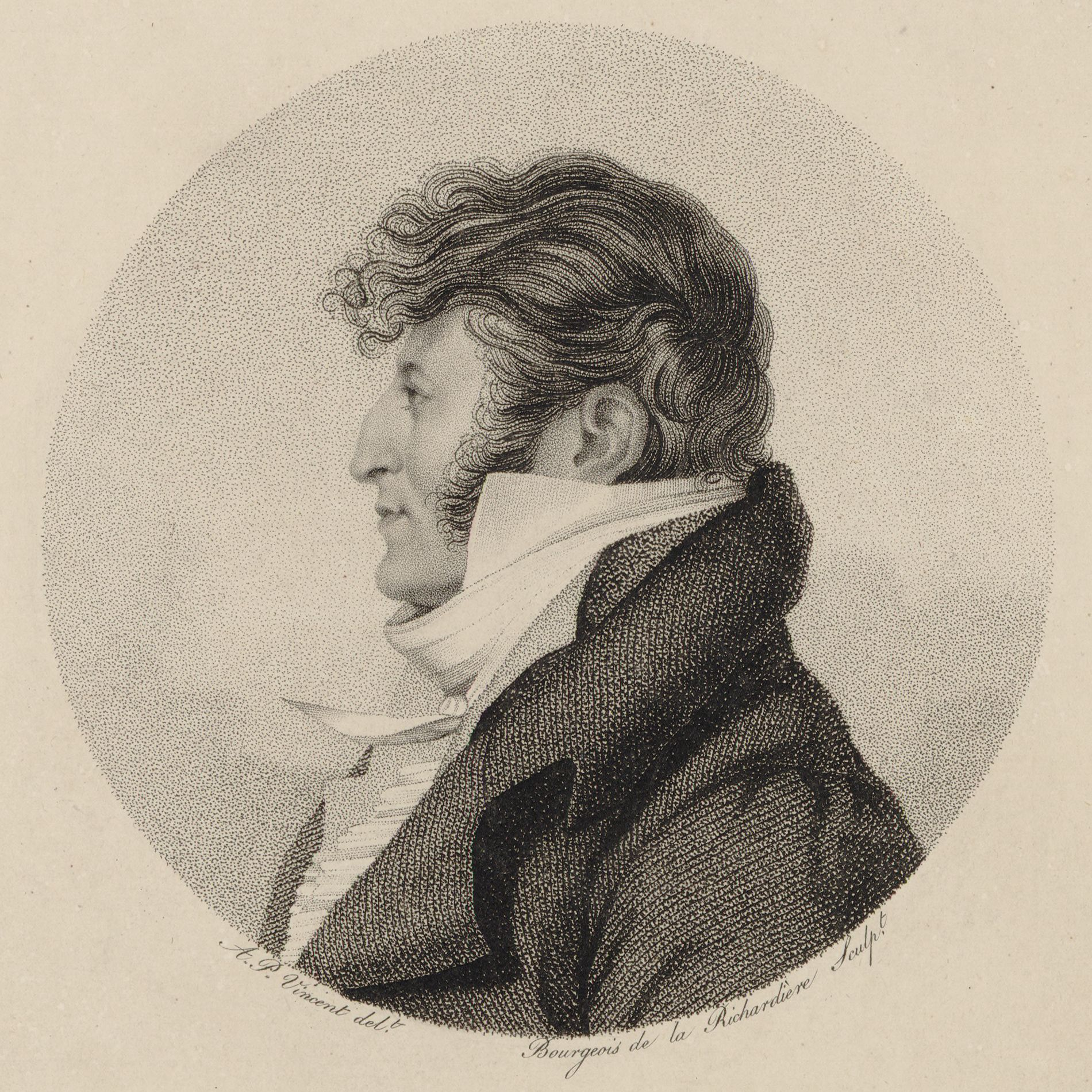
Charles-Frédéric Kreubé (1777-1846)

Charles-Frédéric Kreubé (Lunéville, 5 novembre 1777 – Saint-Denis, 3 maggio 1846) è stato un violinista, direttore d'orchestra e compositore francese.

## Biografia
Allievo di Rodolphe Kreutzer, entra nel 1801 nell'Orchestra de l'Opéra-Comique in qualità di primo violino; nel 1805 è vice-direttore d'orchestra; nel 1816, succedendo a Frédéric Blasius, è primo direttore, qualifica che manterrà fino al 1828.
Ha scritto musiche per opere comiche, avvalendosi di librettisti quali: Eugène Scribe, Mélesville, Paul de Kock, Emmanuel Théaulon, Achille d'Artois, Théophile Marion Dumersan e molti altri autori. La sua produzione comprende anche musica strumentale da camera e raccolte di romanze.

## Opere

### Opere liriche
- 1803: Aline, reine de Golconde, opera in 3 atti, libretto di Jean-Baptiste-Charles Vial e Edmond de Favières;
- 1805: Le Vaisseau amiral opera in 1 atto, libretto di Jacques-Antoine de Révérony Saint-Cyr;
- 1809: Françoise de Foix, in 3 atti, libretto di Jean-Nicolas Bouilly e Emmanuel Dupaty, (ouverture);
- 1813: Le Forgeron de Bassora, opéra-comique in 2 atti, libretto di Sewrin;
- 1814: Le Portrait de famille ou Les Héritiers punis, opéra-comique, libretto di Eugène de Planard;
- 1814: La Redingotte et la perruque, opéra-comique, libretto di Eugène Scribe;
- 1816: Une nuit d'intrigue ou Le Retour du bal masqué, opéra-comique, libretto di  Jean Michel Constant Leber;
- 1816: La Jeune Belle-mère, opéra-comique, libretto di Sewrin e Théophile Marion Dumersan;
- 1817: L'Héritière, opéra-comique, libretto di Emmanuel Théaulon;[2]
- 1819: Edmond et Caroline ou La Lettre et la Réponse, commedia in 1 atto, libretto di Benoît-Joseph Marsollier;
- 1820: La Jeune Tante, opéra-comique, libretto di Mélesville;
- 1821: Le Philosophe in voyage, opera in 3 atti, libretto di Louis-Barthélémy Pradher e Paul de Kock;
- 1822: Le Coq de village, opéra-comique, libretto di Achille d'Artois, da Charles Simon Favart;
- 1822: Le Paradis de Mahomet ou La Pluralité des femmes, opéra-comique di Scribe e Mélesville;
- 1823 : Jenny la Bouquetière, opéra-comique su libretto di Jean-Nicolas Bouilly e Joseph Pain, musica di  Kreubé e Pradher;
- 1824: L'Officier et le Paysan, opéra-comique di Achille d'Artois;
- 1825: Les Enfans de Maître Pierre, opéra-comique in 3 atti, di Paul de Kock;
- 1827: La Lettre posthume, opéra-comique di Scribe e Mélesville, da Walter Scott;
- 1828: Le Mariage à l'anglaise, opéra-comique in 1 atto di Vial e Justin Gensoul;

### Altre composizioni
- Deuxième Fantaisie pour piano et violon, (Fantasia n. 2 per pianoforte e violino) con Victor Dourlen;
- 3 Duos concertants pour deux violons (3 duetti concertanti per due violini);
- 3 Quatuors pour deux violons, alto et basse (3 quartetti per archi;
- Septième Recueil de romances, su testi di André-Antoine Ravrio;
- Huitième Recueil de romances, su testi di Hoffman
- Six Romances
- Trio concertant pour deux violons et basse (Trio concertante per due violini e basso);